# Cambebas
Os Cambeba ou Kambeba são um grupo indígena que habita o médio rio Solimões, no estado brasileiro do Amazonas, mais precisamente nas Áreas Indígenas Barreira da Missão, Igarapé Grande, Jaquiri e Kokama.
Seriam os supostos omáguas que os cronistas do século XVI encontraram na região. Sua principal característica era a deformação craniana, tornando-a em um formato de cone.

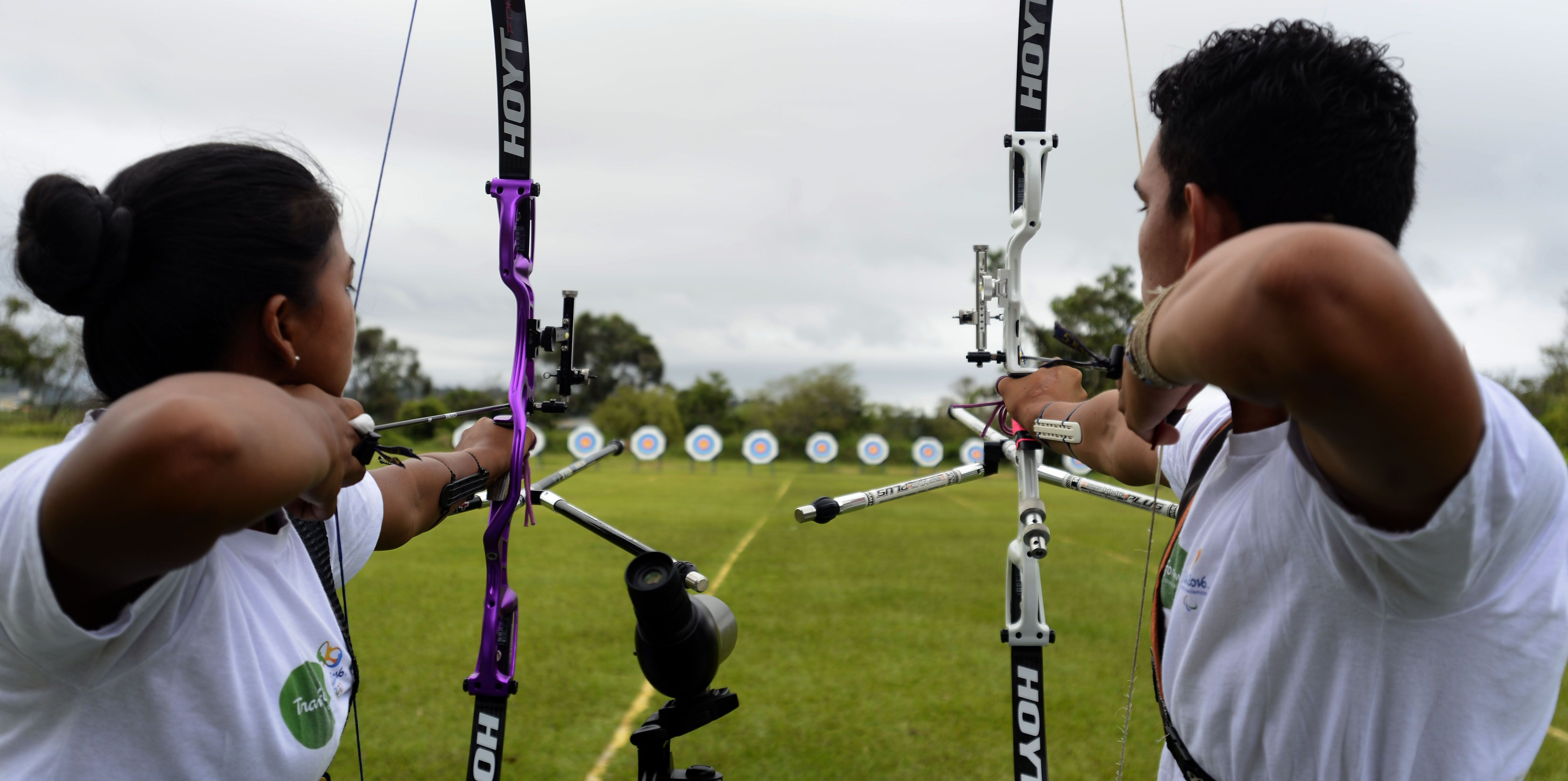
Participam da seleção jovem da etnia Carapanã (esquerda) e jovem da etnia cambeba (direita).

Trabalhos arqueológicos recentes revelaram evidências de pomares semi-domesticados, bem como vastas áreas de terra enriquecidas com terra preta. Ambas as descobertas, juntamente com as cerâmicas cambebas descobertas dentro dos mesmos níveis arqueológicos, sugerem que uma civilização grande e organizada existia na área antes do contato europeu. Há também evidências de complexas formações sociais pré-colombianas em larga escala, incluindo chefaturas, em muitas áreas da Amazônia (particularmente as regiões interfluviais) e até grandes cidades. Os amazônidas podem ter usado a terra preta para tornar a terra adequada para a agricultura de grande escala necessária para sustentar populações densas e formações sociais complexas, como as chefaturas.
Seu território, quando em primeiro contato com exploradores espanhóis no século 16, estava no rio Amazonas a montante da atual cidade de Manaus, estendendo-se para o Peru. Eles falam a língua omágua. Os cambebas existem hoje em pequeno número, mas eram uma sociedade populosa e organizada no final da era pré-colombiana. Sua população sofreu um declínio acentuado, principalmente de doenças infecciosas, nos primeiros anos da intercâmbio colombiano.
O explorador espanhol Francisco de Orellana, que foi o primeiro europeu a navegar por toda a extensão do rio Amazonas (1541-42), relatou regiões densamente povoadas correndo centenas de quilômetros ao longo do rio, embora o povo que ali habitava não deixassem monumentos duradouros, possivelmente porque eles usavam madeira local como material de construção. Embora seja possível que Orellana tenha exagerado o nível de desenvolvimento entre os amazônidas, seus descendentes semi-nômades se distinguem por possuírem uma aristocracia sem terra, hereditária, uma anomalia histórica para uma sociedade sem cultura sedentária e agrária.
Isso sugere que eles já foram mais sedentários e agrários, mas se tornaram nômades após o colapso demográfico dos séculos XVI e XVII, devido a doenças introduzidas da Europa, como varíola e gripe, enquanto ainda mantinham certas tradições. Além disso, muitos indígenas se adaptaram a um estilo de vida mais móvel para escapar do colonialismo. Isso poderia ter tornado os benefícios da terra preta, como sua capacidade de autorrenovação, menos atraentes - os agricultores não teriam conseguido empregar o solo renovado à medida que começaram a migrar para a segurança.
O nome "cambeba" parece ter sido aplicado por outras tribos vizinhas e refere-se ao costume omágua de achatar as cabeças de seus filhos, ligando um pedaço de madeira à testa logo após o nascimento. As mulheres omáguas zombavam das mulheres de outras tribos, dizendo que suas cabeças eram "redondas como as dos selvagens da floresta". No século XVIII, os omáguas indicavam aos viajantes que suas testas achatadas eram um sinal de superioridade cultural sobre seus vizinhos e, por um longo tempo, resistiram a abandonar esse costume, mesmo sob pressão missionária.
Os cambebas foram descritos pelos europeus dos séculos XVI e XVII como a maior e mais importante das várias nações que habitavam as margens do rio Amazonas. Além de sua alta densidade populacional, os cambebas foram notáveis por seu nível avançado de organização sociopolítica. Eles eram um povo sedentário, de mentalidade cívica, que usava roupas e tinha uma autoridade política identificável; eles também estavam envolvidos em conflitos militares com tribos do interior, cujos prisioneiros de guerra foram incorporados à sociedade cambeba como empregados domésticos.
Em 1639, Pedro Texeira observou mais de 400 vilas cambebas entre o rio Javari e o rio Jutaí, mas cinquenta anos depois Samuel Fritz encontrou apenas 38 aldeias, muitas delas localizadas em ilhas como meio de autodefesa. Uma epidemia de varíola em 1648 durou três meses e pode ter matado até um terço da população. Uma segunda epidemia em 1710 ocorreu durante um período de guerra. As estimativas modernas do tamanho da população dos cambebas na época de contato com os europeus variam de 4.000-7.000, para um credível 91.000 habitantes.
O jesuíta Samuel Fritz descreveu os homens omáguas como incomumente "falantes e orgulhosos" em comparação com outros índios da Amazônia. Eles foram universalmente reconhecidos como os melhores canoeiros do rio. Eles usavam lindas roupas de algodão multicoloridas, incluindo "calças e camisas de algodão", enquanto as mulheres usavam "duas peças do mesmo tipo, uma das quais servia como um pequeno avental, a outra para formar uma cobertura indiferente para os seios". Tanto homens como mulheres pintavam grandes porções de seus corpos, rostos e até mesmo seus cabelos com o "suco, mais escuro que amora, de uma fruta da floresta chamada jagua". Os omáguas disseram a Fritz com franqueza notável que antes de se tornarem cristãos (através do catecismo de Fritz), eles tinham desfrutado de uma espécie de política e governo; muitos deles vivendo uma vida sociável, mostrando uma sujeição satisfatória e obediência aos seus principais caciques, e tratando todos, homens e mulheres, com certa consideração.